# Levi ben Gershon
Levi ben Gershon, bolje poznan pod grškim imenom Gersonides ali pa latinskim Magister Leo Hebraeus, srednjeveški francoski judovski filozof, talmudist, matematik, zdravnik in astronom, * 1288, Bagnols, Francija, † 1344, Perpignan.

## Življenje
Tako kot nekateri drugi srednjeveški judovski filozofi, je tudi o Gersonidesu znanega malo. Po besedah Abrahama Zacute in drugih je bil sin Gersona ben Solomona Catalane. Njegova družina se je v Talmudu odlikovala po pobožnosti in eksegetski spretnosti, toda čeprav je bil v judovski skupnosti znan po komentarjih nekaterih biblijskih knjig, se zdi, da nikoli ni sprejel nobenega rabinskega položaja. Veliko je bilo debat na temo, da je edinstvenost njegovih mnenj lahko ovirala njegovo napredovanje na višji položaj ali funkcijo. Znano je, da je življenje preživel v Avignonu in Orangeu, kjer naj bi tudi umrl leta 1344, čeprav Zacuto trdi, da je umrl približno trideset let kasneje, leta 1370, v Perpignanu.
Rabin Levi je znan po svojih neobičajnih stališčih in rigidnem aristotelizmu, zaradi katerih je sčasoma racionaliziral številne čudeže v Bibliji. Njegov komentar na Biblijo pa so ostro kritizirali najvišji učenjaki, kot so Abarbanel, Chisdai, Crescas, Rivash, slednji ga je obtožil herezije in skoraj prepovedal njegova dela.

## Filozofska in verska dela
Del njegovih spisov sestavljajo komentarji o delih Aristotela, ki so bili takrat znani, oziroma komentarji o komentarjih Averroesa. Nekateri od teh so natisnjeni v zgodnjih latinskih izdajah Aristotelovih del. Njegova najpomembnejša razprava, zaradi katere ima svoje mesto v zgodovini filozofije, ima naslov Sefer Milhamot Ha-Shem, (»Gospodove vojne«), in je v sestavi zasedla dvanajst let (1317-1329). Del razprave, ki je vseboval podroben pregled astronomije, kot jo poznajo Arabci, je bil leta 1342 na prošnjo papeža Klementa VI preveden v latinščino. Gospodove vojne so oblikovane po načrtu velikega dela judovske filozofije, Guide for the Perplexed of Maimonides. Verjetno gre za kritiko nekaterih elementov Maimonidovega sinkretizma o Aristotelizmu in rabinski judovski misli.

### Gospodove vojne
Eno izmed bolj znanih Gersonidesovih del so Gospodove vojne. To delo podrobno obravnava večino spornih vprašanj, ki so zaposlovala srednjeveški um: nesmrtnost človeške duše, prerokovanje, človekova svoboda, božja previdnost, stvarjenje sveta in čudeži. Gospodove vojne, napisane v Provansi v prvi polovici 14. stoletja, so eno najbolj izjemnih in obsežnih srednjeveških filozofskih del, namenjenih judovskemu občinstvu. To je tudi prvi od glavnih traktatov, ki jih preučujemo v tej knjigi, napisan v hebrejščini in ne v arabščini. To odraža nekatere spremembe, ki so se zgodile v judovski kulturi v tem obdobju. Gersonidesova dela se od del njegovih predhodnikov razlikuje bolj kot le po jeziku. Za razliko od Knjige verovanj in mnenj R. Saadija, Halevijevega Kuzarija in Maimonidovega Vodnika zmedenega zablodelega so Vojne bolj filozofska razprava v ožjem pomenu besede kot pa takratne ostale judovske razprave. Pod vplivom metode krščanskih sholastikov Gersonides najprej predstavi osnovna filozofska stališča, ki zajemajo vse možne rešitve vprašanj, s katerimi se ukvarja. Nato podrobno zagovarja vsako od teh stališč, ki mu sledi podrobna kritika vsakega od njih. V nadaljevanju je predstavljen njegov sklep, ki ga spremlja razprava o filozofskih ugovorih proti njegovemu mnenju. Med razpravo o določeni temi, zlasti proti koncu, pogosto poskuša pokazati, kako je njegovo stališče skladno tudi s Svetim pismom, pri čemer sta filozofska resnica in verska resnica eno.
1. Nauk o duši, v katerem Gersonides zagovarja teorijo brezosebnega razuma kot posrednika med Bogom in človekom ter razloži nastanek višjega razuma (ali kot so mu rekli, pridobljeni intelekt) v človeštvu- njegovo stališče je popolnoma realistično in podobno tistemu iz Avicebrona;
2. Prerokba;
3. Božje poznanje dejstev in previdnosti, v katerem je napredovala teorija, da Bog ne odloča o posameznih dejstvih. Čeprav obstaja splošna previdnost za vse, se posebna previdnost razteza le na tiste, katerih razum je bil razsvetljen;
4. Nebesne snovi, obravnava nenavadne duhovne hierarhije, ki so jo judovski filozofi srednjega veka sprejeli od novo platonistov in psevdo-Dionizija, in skupaj z astronomskimi podrobnostmi daje tudi večino astrološke teorije;
5. Stvarjenje in čudeži, v zvezi s katerimi Gersonides močno odstopa od položaja Maimonidesa. Gersonides je bil tudi avtor komentarjev o Pteoknjižju, Jozui, I. in II. Kraljih, Pregovorih, Pridigarju, Pesmi pesmi, Ruti, Danielu… Naredil je povezavo na komentar o Izaiju, katerega pa ni več.

### Pogledi na boga in vsevednost
V nasprotju s teologijo drugih judovskih mislecev judovski teolog Louis Jacobs trdi, da Bog nima popolnega predznanja o človeških dejanjih. "Gersonides, ki ga moti staro vprašanje, kako je božje predznanje združljivo s človekovo svobodo, meni, da je tisto, kar Bog ve vnaprej, vse izbire, ki so na voljo vsakemu posamezniku. Bog pa ne ve, katere izbire bo naredil posameznik v svoji svobodi. "
Še en novo-klasični judovski zagovornik samo-omejene vsevednosti je bil Abraham ibn Daud. Medtem ko so prejšnji judovski filozofi razširjali božje vedenje na svobodna človeška dejanja in trdili, da predznanje njenih rezultatov ne vpliva na človekovo svobodo odločanja, Ibn Daud, očitno po Aleksandru Afrodiskemu, izključuje človekovo delovanje iz božjega predznanja. Bog je po njegovem mnenju omejeval svoje vsevednost, kot je omejeval svojo vsemogočnost glede človeških dejanj. "

## Pogledi na onostranstvo
Gersonides trdi, da so duše ljudi sestavljene iz dveh delov: materialnega ali človeškega intelekta in pridobljenega ali agent intelekta. Materialni intelekt je esencialen vsakemu človeku in ljudem daje sposobnost razumevanja ter učenja. Ta materialni intelekt je smrten in umre s telesom. Vendar trdi tudi, da ima duša pridobljen intelekt. Ta preživi smrt in lahko vsebuje nakopičeno znanje, ki ga je oseba pridobila v življenju. Seymour Feldman poudarja: »človek je nesmrten, kolikor doseže intelektualno popolnost, ki mu je odprta, to pomeni, da človek postane nesmrten le, če in kolikor dobi znanje o tem, kar načeloma lahko ve. To znanje preživi in predstavlja njegovo nesmrtnost.

## Talmudska dela
Gersonides je bil avtor naslednjih talmudskih in halahičnih del: 
- Shaarei Tsedek (objavljeno v Leghornu, 1800): komentar trinajstih halahičnih pravil Rabina Yishmaela;
- Mechokek Safun, interpretacija agadnega gradiva v petem poglavju Tractate Bava Basra;
- Komentar k traktatu Berachosu;
- dva odziva.

Ohranjeno je samo prvo delo.

## Dela v matematiki in astronomiji oz. astrologiji
Gersonides je bil prvi, ki je dosegel številne pomembne matematične in znanstvene dosežke, čeprav je bil, ker je pisal samo v hebrejščini in je bilo le nekaj njegovih spisov prevedenih v druge jezike, njegov vpliv na nejudovsko misel omejen. 
Gersonides je leta 1321 napisal Maaseh Hoshev, ki se je ukvarjal z aritmetičnimi operacijami, vključno z ekstrakcijo kvadratnih in kockastih korenov, različnimi algebrskimi identitetami, nekaterimi vsotami, vključno z vsotami zaporednih celih števil, kvadratov in kock, binomskimi koeficienti in enostavnimi kombinacijskimi identitetami. Delo je opazno po zgodnji uporabi dokazov z matematično indukcijo in pionirskem delu v kombinatoriki. Naslov Maaseh Hoshev dobesedno pomeni Računsko delo, je pa tudi besedna igra na biblijski frazi, ki pomeni "pametno delo". Maaseh Hoshev je včasih pomotoma poimenovan Sefer Hamispar (Knjiga števil), kar je zgodnejše in manj dodelano delo Rabina Abrahama ben Meirja ibn Ezre (1090–1167).
Leta 1342 je Levi napisal o sinusih, akordih in lokih, ko je preučeval trigonometrijo, zlasti dokazoval sinusni zakon za ravninske trikotnike in dajal petmestne sinusne tabele. Leto kasneje je na prošnjo škofa iz Meauxa napisal Harmonijo števil, v kateri obravnava problem Philippeja de Vitryja, ki vključuje tako imenovana harmonska števila, ki imajo obliko 2m · 3n. Problem je bil opredeliti vse pare harmoničnih števil, ki se razlikujejo za 1. Gersonidnes je dokazal, da obstajajo samo štirje taki pari: (1,2), (2,3), (3,4) in (8,9). Pripisujejo mu tudi, da je izumil Jakobovo palico, instrument za merjenje kotne razdalje med nebesnimi predmeti. Opisano je kot sestavljeno iz palice, dolge 1,4 m (4,5 m) in široke približno 1 cm (2,5 cm), s šestimi ali sedmimi perforiranimi tablami, ki bi lahko drsele vzdolž palice, pri čemer je vsaka tabla sestavni del dolžine palice za lažje izračun za merjenje razdalje med zvezdami ali planeti ter nadmorskih višin in premerov Sonca, Lune in zvezd. Levi je opazil Sončev mrk 3. marca 1337. Potem ko je opazil ta dogodek, je predlagal novo teorijo sonca, ki jo je nadaljeval z nadaljnjimi opazovanji. Še en mrk, ki ga je opazil Levi, je bil Lunin mrk 3. oktobra 1335. Opisal je geometrijski model gibanja Lune in opravil druga astronomska opazovanja Lune, Sonca in planetov z uporabo kamere obscure. 
Nekatera njegova prepričanja so bila široko resnična, na primer njegovo prepričanje, da je Mlečna cestavna krogli nepomičnih zvezd in sveti s pomočjo odbite sončne svetlobe. Gersonides je bil tudi najzgodnejši znani matematik, ki je sistematično in samozavestno uporabljal tehniko matematične indukcije in predvideval teorijo napak Galileja. Lunin krater, Rabbi Levi, je poimenovan po njem. Gersonides je verjel, da je astrologija resnična, in razvil naravoslovno, naravno razlago, kako deluje. Julius Guttman je pojasnil, da je bila za Gersonidesa astrologija:
...temelji na metafizičnem nauku o odvisnosti vseh zemeljskih pojavov od nebeškega sveta. Splošna povezava, ki jo preroku daje aktivni intelekt, je splošni red astrološkega ozvezdja. Ozvezdje, pod katerim se rodi človek, določa njegovo naravo in usodo, ozvezdja pa tudi življenjsko dobo narodov… Aktivni intelekt pozna astrološki red, od najbolj splošne oblike ozvezdij do njihove zadnje specifikacije, ki pa vsebuje vse pogoje nastanka določenega dogodka. Ko se torej prerok ukvarja z usodo določene osebe ali človeške skupine, od aktivnega intelekta prejme znanje o vrstnem redu ozvezdij in z dovolj natančnosti, mu lahko natančno napove usodo… Ta astrološki determinizem ima samo eno omejitev. Svoboda človekove volje bi lahko razbila način delovanja, ki so mu ga določile zvezde; prerokba bi torej lahko napovedala prihodnost na podlagi astrološke določenosti le, če človekova svobodna volja ne prebije določenega poteka stvari. 

## Ocena zvezdnih razdalj in ovržba Ptolemajevega modela
Gersonides je edini astronom pred modernimi časi, ki je pravilno ocenil zvezdne razdalje. Medtem ko so vsi drugi astronomi postavili zvezde na vrtljivo kroglo tik zunaj planetov, je Gersonides ocenil, da je razdalja do zvezd deset milijard krat večja, in sicer približno 100 svetlobnih let (v sodobnih enotah). 
Z uporabo podatkov, ki jih je zbral iz lastnih opažanj, je Gersonides ovrgel Ptolemajev model v tem, kar je znani fizik Yuval Ne'eman ocenil kot "eno najpomembnejših spoznanj v zgodovini znanosti, ki ga na splošno pogrešamo pri pripovedovanju zgodbe o prehodu iz epicikličnih popravkov do geocentričnega modela do Kopernikovega heliocentričnega modela". Ne'eman je trdil, da je Gersonides po pregledu Ptolomejevega modela z njegovimi epicikli ugotovil, da ga je mogoče preveriti z merjenjem sprememb navidezne svetlosti Marsa in iskanjem cikličnih sprememb vzdolž domnevnih epiciklov. Te tako niso več dogma, bile so teorija, ki jo je bilo treba eksperimentalno preveriti, "a la Popper". R. Levi je razvil orodja za te meritve, v bistvu luknje v kameri in kamero obscure. 
Rezultati njegovih opazovanj sploh niso ustrezali Ptolomejevemu modelu. Ko je ugotovil, da je model neustrezen, ga je Gersonides poskušal (neuspešno) izboljšati. Na ta izziv je seveda končno odgovoril Kopernik tri stoletja kasneje, toda Gersonides je bil prvi, ki je potvarjal aleksandrijsko dogmo - prvi znani primer moderne filozofije ponarejanja. Levi je tudi pokazal, da Ptolemejev model za Lunino orbito, čeprav pravilno prikazuje evolucijo položaja Lune, popolnoma ne uspe napovedati navideznih velikosti Lune v njenem gibanju. Na žalost ni dokazov, da bi ugotovitve vplivale na kasnejše generacije astronomov, čeprav so bili Gersonidovi spisi prevedeni in dostopni.

## V sodobni fantastiki
Gersonides je pomemben lik v romanu Sanje o Scipionu Iaina Pearsa, kjer je upodobljen kot mentor protagonista Olivierja de Noyena, nejudovskega pesnika in intelektualca. (Izmišljeno) srečanje med Gersonidesom in papežem Clementom VI v Avignonu med Črno smrtjo je glavni element v zapletu knjige.